# Cộng hòa Ezo
Cộng hòa Ezo (蝦夷共和国 (Hà Di Cộng hòa quốc) Ezo Kyōwakoku) là một quốc gia độc lập tồn tại trong một thời gian ngắn do những cựu thần cùng quan chức của chính quyền Mạc phủ Tokugawa thành lập vào ngày 27 tháng 1 năm 1869 (âm lịch: 15 tháng 11 năm 1868) tại vùng Ezo (nay là Hokkaidō) phía bắc Nhật Bản và chính thức tiêu vong vào ngày 27 tháng 6 năm 1869 (âm lịch: 17 tháng 5, 1869).

## Bối cảnh
Cuối thời kỳ Edo, vào năm 1867, Tướng quân đời thứ 13 Tokugawa Yoshinobu thực hiện Đại Chính phụng Hoàn trao trả lại quyền lực cho Thiên Hoàng Minh Trị nhưng rồi phải tập trung binh lực đối phó với lực lượng liên minh giữa các phiên trung thành với triều đình đứng đầu là Satsuma và Chōshū, hai bên đã tiến hành hàng loạt trận giao tranh dữ dội trong chiến tranh Boshin với kết quả bại trận nghiêng về phía Mạc phủ. Khi liên quân Satchō tiến về bao vây thành Edo thì gặp phải trở ngại, nhờ sự hòa giải của Yamaoka Tetsutarō, Đại Tổng đốc Phủ Tham mưu quân Tân chính phủ là Saigo Takamori đã tiến hành hội đàm với Katsu Kaishū, Lục quân Tổng tài nhà Tokugawa nhằm quyết định mở cửa thành Edo đầu hàng tránh đổ máu vô ích. Trong khi ấy Tư lệnh hạm đội quân Mạc phủ là Enomoto Takeaki nhận lệnh lui quân về Shizuoka từ đó chạy lên hướng bắc tới tận vùng Ezo của Tokugawa Yoshinobu với mục đích phòng bị biên cương phía bắc và sự bảo hộ của các gia thần cựu Mạc.
Ngày 19 tháng 8 năm 1868, sau thất bại tại Honshū, Enomoto cùng tàn quân Mạc phủ và đoàn cố vấn quân sự người Pháp dưới quyền của Jules Brunet, chỉ huy soái hạm Kaiyōmaru cùng 8 chiếc quân hạm từ ngoài khơi Shinkawa rút về Edo rồi từ đó hướng thẳng tới đảo Ezo. Dọc đường họ tiếp nhận thêm các đội nhóm tham chiến thuộc phe cựu Mạc khác là Denshūtai, Shinsengumi và Shōgitai vừa bại trận trong chiến tranh Aizu ở Sendai, đại quân cựu Mạc tiến lên phía bắc và đổ bộ ở Washinoki và Esashi với sự yểm trợ đắc lực của các tàu chiến hiện đại kiểu mới, tiến hành xua quân bình định các vùng quanh phía nam bán đảo Hakodate, chiếm được thành Goryōkaku. Phủ Tri sự (府知事 Fuchiji)  cai trị xứ Ezo là Shimizudani Kinnaru cùng lãnh chúa phiên Matsumae và bộ hạ tháo chạy. Chính quyền cựu Mạc phủ thiết lập được quyền kiểm soát trên toàn đảo Ezo.

## Lịch sử

### Thành lập

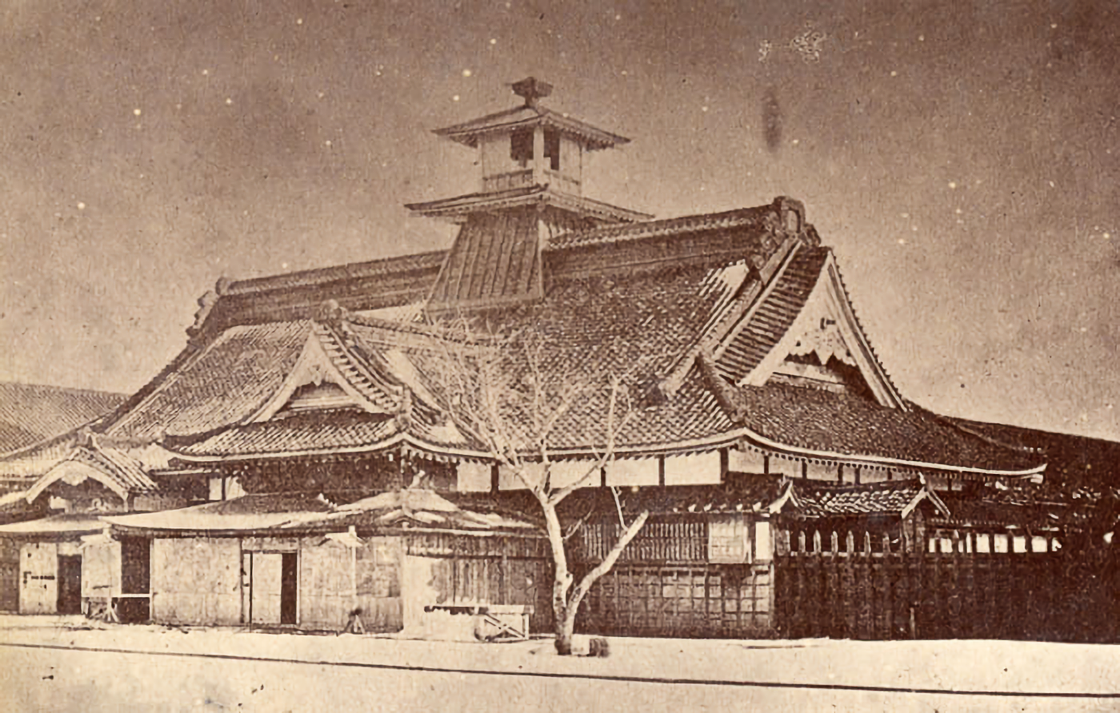
Hội trường chính phủ nước Cộng hòa Ezo, bên trong thành Goryōkaku.

Ngày 27 tháng 1 năm 1869, nước Cộng hòa Ezo được thành lập ở Hakodate như một quốc gia độc lập thông qua một cuộc bầu cử lớn với sự tham gia của những cựu quan chức Mạc phủ, gia thần lãnh chúa các phiên đi theo và tầng lớp sĩ quan cao cấp trực thuộc Lục quân và Hải quân, chỉ riêng tầng lớp hạ sĩ quan, binh sĩ, thợ thuyền và cư dân sống tại Hakodate không được phép tham gia bỏ phiếu, tổ chức chính quyền cơ bản dựa theo kiểu Mỹ. Enomoto được bầu làm vị Tổng thống đầu tiên  với đa số phiếu và Matsudaira Tarō làm Phó Tổng thống . Đây là cuộc bầu cử đầu tiên được tổ chức trên lãnh thổ Nhật Bản, nơi mà cấu trúc phong kiến dưới quyền hoàng đế và các lãnh chúa quân sự vẫn còn hiện hữu xuyên suốt lịch sử. Thông qua Trưởng quan hành chính địa phương Hakodate là Nagai Naoyuki. Nước cộng hòa cố tiếp cận với các công sứ nước ngoài hiện diện ở Hakodate, ví dụ như Hoa Kỳ, Pháp, và Nga, nhưng không có được bất kỳ sự công nhận quốc tế hay ủng hộ nào. Enomoto đề nghị tặng lãnh thổ của mình cho Tướng quân Tokugawa dưới luật lệ của triều đình, nhưng đề nghị của ông bị Hội đồng Hoàng gia bác bỏ.
Nước Cộng hòa Ezo có quốc kỳ riêng, là một bông hoa cúc (biểu tượng cho sự thống trị của uy quyền) và một ngôi sao 7 cánh màu đỏ (biểu tượng của nước Cộng hoà mới) trên nền xanh da trời. Ngân khố bao gồm 180.000 đồng tiền vàng ryō mà Enomoto lấy từ thành Osaka sau khi Tokugawa Yoshinobu thất bại tại trận Toba Fushimi và lui binh về phía bắc vào đầu năm 1868.
Suốt mùa đông năm 1868-1869, chính quyền nước Cộng hòa Ezo ra sức tăng cường tuyến phòng thủ vững chắc vùng bán đảo phía Bắc của Hakodate, lấy thành ngũ giác Goryōkaku làm đại bản doanh cho quan chức cựu Mạc cùng tùy tùng trú đóng. Quân đội được tổ chức dưới sự chỉ huy của các sĩ quan Nhật-Pháp, Ōtori Keisuke được bổ nhiệm làm Tổng tư lệnh quân đội Cộng hòa Ezo và cấp phó là Đại úy pháo binh Jules Brunet, toàn quân biên chế thành bốn lữ đoàn dưới sự chỉ huy của các sĩ quan Pháp (gồm Fortant, Marlin, Cazeneuve và Bouffier). Phần còn lại chia thành hai dưới sự chỉ huy của người Nhật.
Brunet yêu cầu (và tiếp nhận) cam kết cá nhân nhằm đảo bảo sự trung thành tuyệt đối từ tất cả các sĩ quan và khẳng định họ sẽ đồng hóa các ý tưởng của người Pháp. Một viên sĩ quan Pháp vô danh đã viết rằng Brunet phụ trách tất cả mọi thứ: 
| “ | ...phong tục, thành phố, công sự, quân đội; mọi thứ đều phải qua tay anh ấy. Người Nhật đơn thuần chỉ là những con rối mà anh ta lôi kéo bằng một thứ kỹ năng tuyệt vời.... anh ấy đã thực hiện một cuộc cách mạng Pháp năm 1789 thực sự trong lòng nước Nhật dũng cảm mới; cuộc bầu cử lãnh đạo và sự xác định thứ hạng dựa trên công lao mà không phải dòng dõi - đây là những điều tuyệt vời cho đất nước này, và anh ta đã có thể làm những việc rất tốt, xem xét mức độ nghiêm trọng của tình hình... | ” |

### Bất ổn

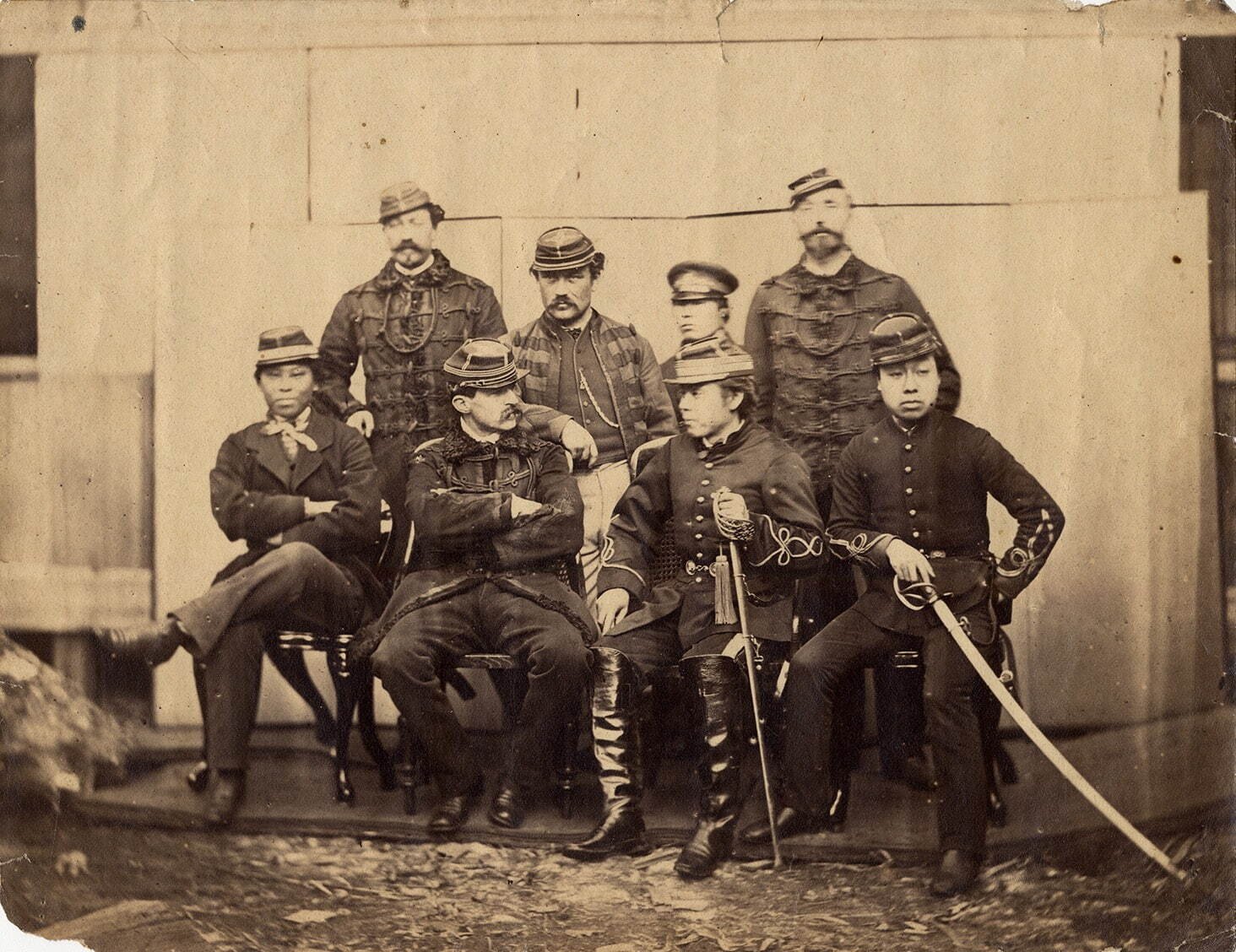
Cố vấn quân sự Pháp và đồng minh người Nhật tại Hokkaido.Hàng phía trước, thứ hai từ trái qua phải: Jules Brunet, bên cạnh Matsudaira Tarō, Phó Tổng thống nước Cộng hòa Ezo.

Trong suốt thời gian tồn tại của nước Cộng hòa Ezo, tình hình tài chính không ổn định do thiếu kinh phí để chu cấp cho quân đội và bộ máy quan chức cựu Mạc đương nhiệm. Trưởng quan Tài chính Enomoto Michiaki đảm nhiệm việc cung ứng tiền bạc nhưng không đề ra được giải pháp hữu hiệu nào, thêm vào đó, Phó Tổng thống Matsudaira Taro lại dính vào vụ làm giả tiền tệ, lan truyền tiếng xấu về nguồn tiền thất thoát trong dư luận. Để bù vào ngân sách hoạt động cầm chừng, chính quyền buộc phải thực thi các biện pháp chế tài khác như cử người tới thu tiền từ các quầy hàng phục vụ lễ lạt, thu vén đồng xèng đổi lại nhắm mắt làm ngơ cho các tụ điểm đánh bạc hoạt động công khai, tận dụng nguồn thu từ các cô gái điếm hay việc thiết lập các cửa thông quan trong thành phố nhằm thu thêm thuế thông hành đối với phụ nữ và trẻ em, tất cả sự việc này đã gây ra mâu thuẫn và ác cảm từ cư dân địa phương.
Chính vì thế, lãnh đạo quân đội cựu Mạc phủ ngày càng bế tắc về mặt tài chính, đã tiến hành việc trưng thu tiền bạc và hàng hóa từ giới thương gia giàu có ở Hakodate, khiến một số quan chức cấp cao trong nội bộ chính phủ kiên quyết phản đối như Phó tư lệnh Lục quân Hijikata Toshizo, mối ác cảm giữa cư dân địa phương với quân cựu Mạc phủ tăng dần, một số tổ chức đi theo Mạc phủ từ trước cũng tuyên bố ly khai, hoạt động cho phe Tân chính phủ như Yūgekitai, thêm vào đó tình hình chiến sự ngày càng xấu dần làm dấy lên sự bất mãn cao độ từ các tầng lớp nhân dân đã đẩy chính quyền nước Cộng hòa Ezo tới bên bờ vực của sự sụp đổ không thể tránh khỏi.

### Diệt vong
Quân đội chính phủ Minh Trị sớm củng cố thế lực trên đảo Honshu, mãi đến tháng 4 năm 1869 mới cử một hạm đội và lực lượng bộ binh gồm 7.000 quân tiến đến Hokkaidō. Lực lượng Tân chính phủ nhanh chóng đổ bộ và đánh bại quân Cộng hòa Ezo tại trận Hakodate, rồi điều quân bao vây thành Goryōkaku. Do binh lực hai bên quá sức chênh lệch, khiến cho tình hình chiến sự thêm phần bất lợi nên Enomoto buộc phải đầu hàng vào ngày 26 Tháng 6 năm 1869, sau đó chuyển giao Goryōkaku cho viên sĩ quan tham mưu phiên Satsuma là Kuroda Kiyotaka, nước Cộng hòa Ezo chính thức giải thể vào ngày 27 tháng 6 năm 1869. Ngày 20 tháng 9 cùng năm, chính phủ Minh Trị ra quyết định đổi tên vùng Ezo thành Hokkaidō. Các quan chức cùng binh sĩ của chính quyền cũ đều được tha bổng và lần lượt đảm nhiệm những chức vụ trọng yếu trong chính quyền mới về sau.

## Quan điểm
Trong khi các văn bản lịch sử về sau có nhắc đến vào tháng 5 năm 1869 khi Enomoto chấp nhận sự cai trị của Hoàng đế Minh Trị, sự thống trị của triều đình chưa bao giờ là vấn đề đối với nước Cộng hòa Ezo, một bằng chứng rõ ràng trong một đoạn của bức thư mà Enomoto gửi đến Thái chính quan (太政官 Dajōkan) (Hội đồng Hoàng gia) trong thời gian ông đến Hakodate: 
| “ | Những người nông dân và thương gia không bị quấy rầy, sống không chút lo sợ, tự đi theo con đường của riêng họ và thông cảm với chúng tôi; do đó đã được chúng tôi mang đến sự canh tác tới một số vùng đất. Chúng tôi nguyện phần lãnh thổ này của Đế chế sẽ được trao cho chúa cũ của mình, Tokugawa Kamenosuke; và trong trường hợp đó, chúng tôi sẽ đền đáp lại thiện tâm bằng việc trung thành bảo vệ cửa ngõ phía Bắc. | ” |

Chính từ quan điểm của Enomoto trong nỗ lực thành lập một chính phủ ở Hokkaido không chỉ cho vì lợi ích cho gia tộc Tokugawa nằm trong tay (gánh nặng phải duy trì một số lượng lớn gia thần cùng thuộc hạ dư thừa), mà còn phát triển Ezo vì lợi ích của quốc phòng cho phần còn lại của đất nước, một điều gì đó đã trở thành chủ đề quan tâm trong một thời gian. Giới học giả gần đây đã lưu ý rằng trong nhiều thế kỷ, Ezo không được coi là một phần của Nhật Bản cùng một cách mà các hòn đảo chính của Nhật Bản hiện nay, vì vậy việc thiết lập nước Cộng hòa Ezo, theo kiểu tư duy hiện đại, không phải là một hành động ly khai, mà là đưa ra một thực thể chính trị-xã hội của Nhật Bản chính thức đến với Ezo nhằm xác lập chủ quyền tận cùng biên cương phía bắc của đất nước.
Enomoto bị kết án tù giam trong một thời gian ngắn, nhưng được trả tự do vào năm 1872 và chấp nhận giữ một chức vụ trong chính quyền mới là Cơ quan Đất đai tại Ezo, nơi được đổi tên thành Hokkaido. Sau đó ông được bổ nhiệm làm đại sứ tại Nga, và tiếp tục giữ một vài vị trí bộ trưởng trong Chính phủ Minh Trị. 

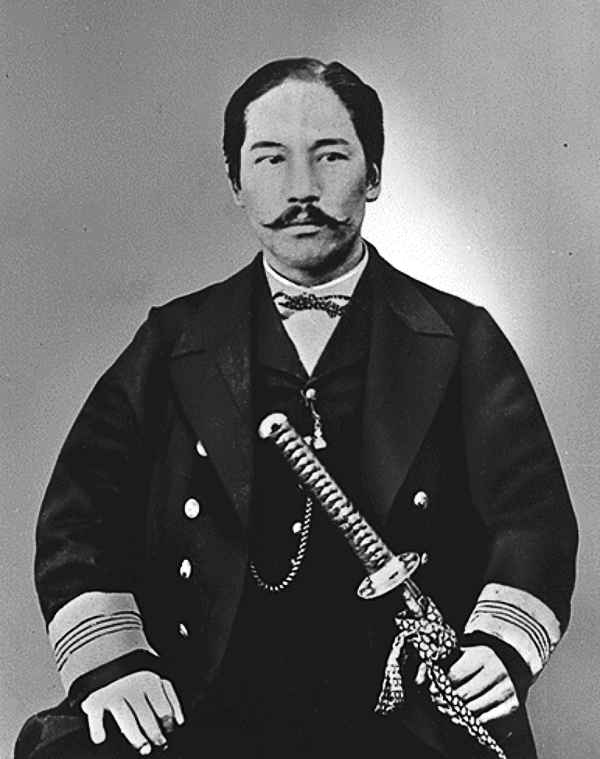
Enomoto Takeaki, Tổng thống nước Cộng hòa Ezo.
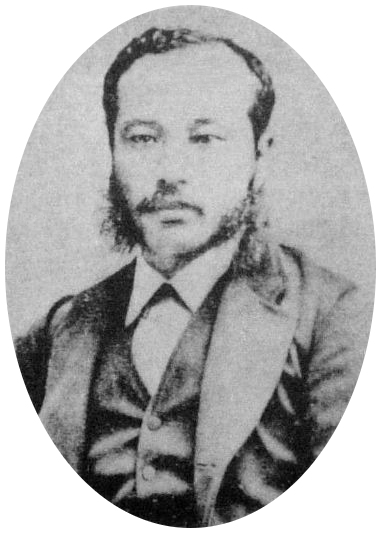
Ōtori Keisuke, Tổng Tư lệnh Lục quân Cộng hòa Ezo.
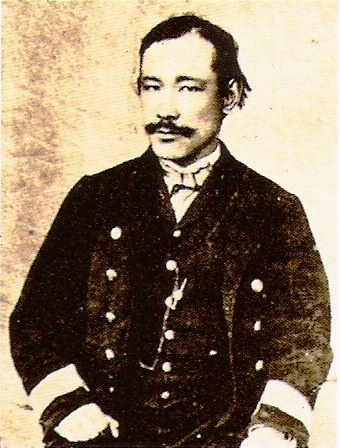
Arai Ikunosuke, Tổng tư lệnh Hải quân Cộng hòa Ezo.
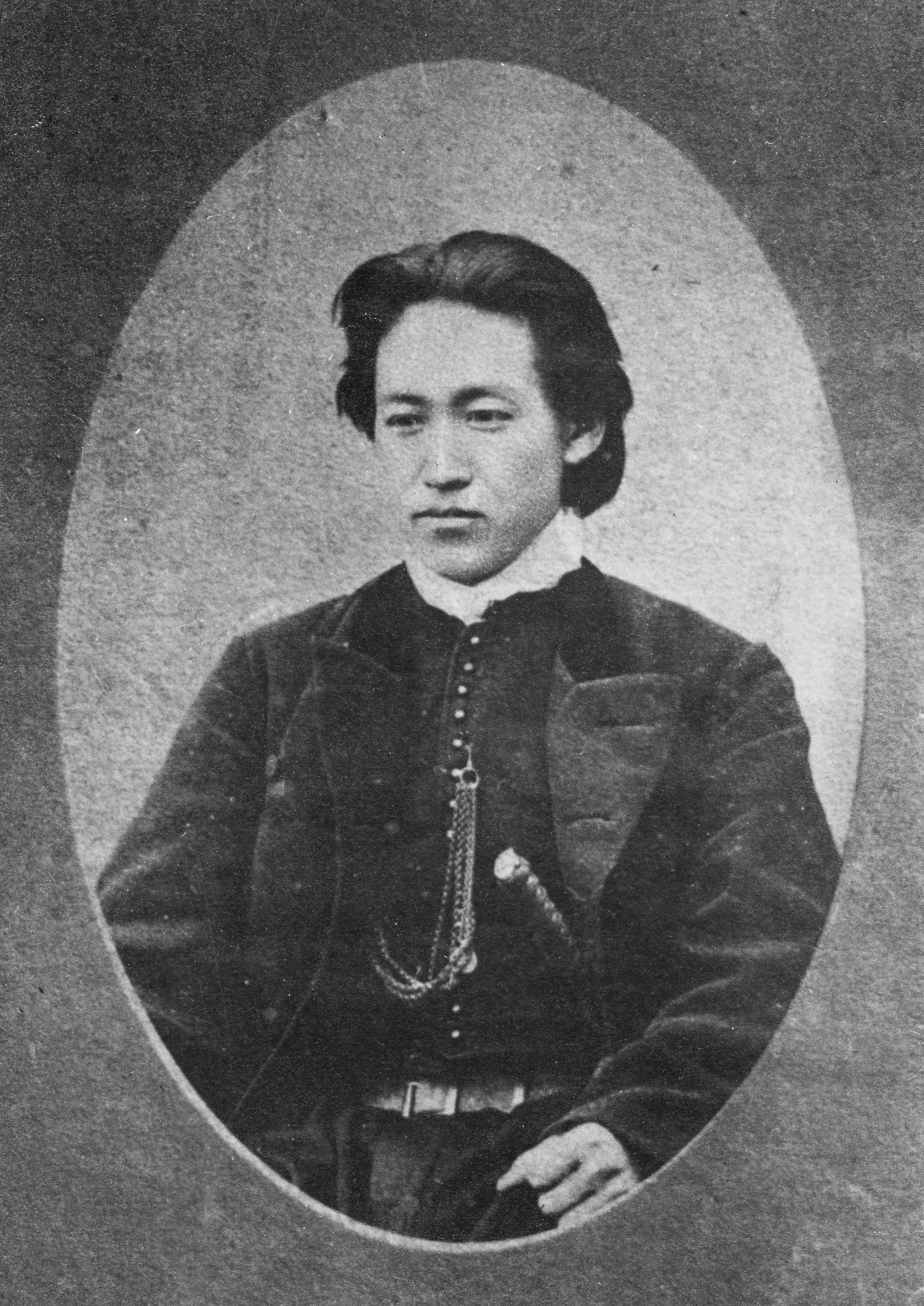
Hijikata Toshizō, Cục trưởng Shinsengumi, sau giữ chức Phó Tư lệnh Lục quân Cộng hòa Ezo.

## Cơ cấu chính quyền

### Chức vụ chủ chốt

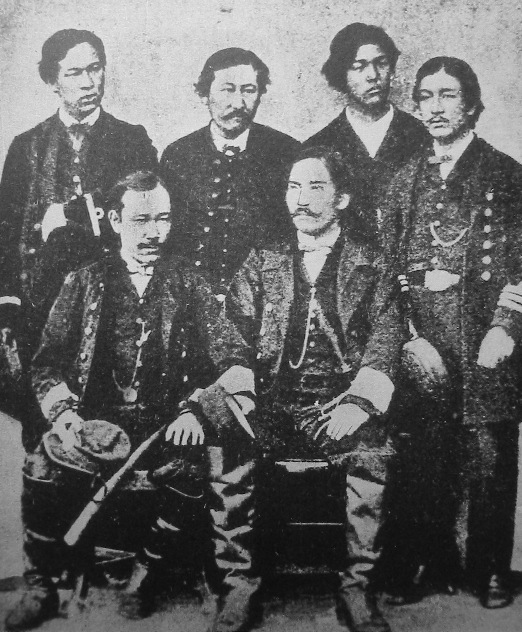
Ban lãnh đạo chủ chốt của nước Cộng hòa Ezo, hàng phía sau từ trái sang gồm Kosuga Tatsunosuke, Enomoto Tsushima, Hayashi Tadasusanburō, Matsuoka Bankichi, hàng phía trước từ trái sang gồm Arai Ikunosuke và Enomoto Takeaki (ảnh chụp năm 1869).

Thông qua cuộc bầu cử đầu tiên của nước Cộng hòa Ezo, đã bầu chọn các chức vụ lãnh đạo trọng yếu như sau:
- Tổng thống – Enomoto Takeaki
- Phó Tổng thống – Matsudaira Tarō
- Tổng Tư lệnh Hải quân – Arai Ikunosuke
- Tổng Tư lệnh Lục quân – Ōtori Keisuke
- Cố vấn Tư lệnh Lục quân – Jules Brunet
- Tổng trưởng quân luật – Takenaka Shigekata, Imai Nobuo
- Phó Tư lệnh Lục quân – HijikataToshizō
- Trưởng quan hành chính địa phương Hakodate – Nagai Naoyuki
- Trưởng quan hành chính địa phương Matsumae – Hitomi Katsutarō
- Trưởng quan hành chính địa phương Esashi – Matsuoka Shirōjirō, Kosugi Masanoshin
- Trưởng quan Khai phá – Sawatarō Zaemon
- Trưởng quan Tài chính – Enomoto Michiaki, Kawamura Rokushirō
- Chỉ huy trưởng Hải quân – Matsuoka Bankichi
- Phó chỉ huy Hải quân – Kōga Gengo, Nezu Seikichi, Ogasawara Kenzō, Furukawa Setsuzō, Asaba Kojirō
- Chỉ huy trưởng bộ binh – Honda Koshichirō, Furuya Sakuzaemon
- Phó chỉ huy bộ binh – Takigawa Mitsutarō, Iba Hachirō, Okawa Shojirō, Matsuoka Shirōjirō, Kasuga Saemon, Hoshi Juntarō, Amano Shintarō, Nagai Gyoshinsai
- Phó chỉ huy pháo binh – Sekihirō Uemon, Nakajima Saburōsuke
- Phó chỉ huy công binh – Yoshizawa Yushirō, Kosuga Tatsunosuke
- Phó chỉ huy khí giới – Miyashige Ichinosuke, Shibusawa Seiichirō

### Tổ chức quân sự
Quân đội cựu Mạc phủ chia thành Lục quân và Hải quân, đa phần đều được tổ chức theo kiểu Pháp và thành phần biên chế như sau: 
- Lục quân (Tổng Tư lệnh Lục quân: Ōtori Keisuke, Phó Tư lệnh Lục quân: Hijikata Toshizō)
  - Trung đoàn 1: gồm tiểu đoàn 1 (tiểu đoàn trưởng - Takigawa Mitsutarō, 4 đại đội, đội sĩ quan Denshū,Koshōgitai, Kamikitai), tiểu đoàn 2 (tiểu đoàn trưởng - Iba Hachirō, 7 đại đội, Yūgekitai, Shinsengumi, Shōgitai)
  - Trung đoàn 2 (trung đoàn trưởng - Honda Koshichirō): gồm tiểu đoàn 1 (tiểu đoàn trưởng - Okawa Shojirō, 4 đại đội, đội bộ binh Denshūtai), tiểu đoàn 2 (tiểu đoàn trưởng - Matsuoka Shirōjirō, 5 đại, Ichirentai)
  - Trung đoàn 3: gồm tiểu đoàn 1 (tiểu đoàn trưởng - Kasuga Saemon, 4 trung đội, Kasugatai), tiểu đoàn 2 (tiểu đoàn trưởng - Hoshi Juntarō, 4 đại đội, Gakuheitai)
  - Trung đoàn 4 (trung đoàn trưởng - Furuya Sakuzaemon): gồm tiểu đoàn 1 (tiểu đoàn trưởng - Nagai Gyoshinsai, 5 đại đội,Shōhōtai), tiểu đoàn 2 (tiểu đoàn trưởng - Amano Shintarō, 5 đại đội, Shōhōtai)
  - Đội pháo binh: đội trưởng – Sekihirō Uemon
  - Đội công binh: đội trưởng – Yoshizawa Yushirō, Kosuga Tatsunosuke
  - Đội khí giới: đội trưởng – Miyashige Ichinosuke
  - Đội quân y: đội trưởng – Takamatsu Ryōun
- Đội nhóm sáp nhập gồm:
  - Shinsengumi (新選組, Tân Tuyển Tổ)
  - Denshūtai (伝習隊, Truyền Tập Đội)
  - Yūgekitai (遊撃隊, Du Kích Đội)
  - Shōgitai (彰義隊, Chương Nghĩa Đội)
  - Koshōgitai (小彰義隊, Tiểu Chương Nghĩa Đội)
  - Kamikitai (神木隊, Thần Mộc Đội)
  - Ichirentai (一聯隊, Nhất Liên Đội)
  - Kasugatai (春日隊, Xuân Nhật Đội)
  - Gakuheitai (額兵隊, Ngạch Binh Đội)
  - Shōhōtai (衝鋒隊, Xung Phong Đội)
- Hải quân (Tư lệnh hải quân: Arai Ikunosuke)
  - Kaiyōmaru (hạm trưởng:Sawatarō Zaemon, bị chìm ngoài khơi Esashi tháng 11 năm 1868)
  - Kaitenmaru (hạm trưởng:Kōga Gengo, sau là Nezu Seikichi, bị bắn cháy tại cảng Hakodate tháng 5 năm 1869)
  - Takaomaru (hạm trưởng: Ogasawara Kenzō, bị bắn cháy tại cảng Kunohe tháng 3 năm 1869)
  - Banryūmaru (hạm trưởng: Matsuoka Bankichi, bị bắn cháy tại cảng Hakodate tháng 5 năm 1869)
  - Chiyodagatamaru (hạm trưởng: Morimoto Kosaku, bị bắn cháy tại cảng Hakodate tháng 4 năm 1869)
  - Shinsokumaru (hạm trưởng: Nishikawa Shinzo, bị bắn cháy tại cảng Hakodate tháng 11 năm 1868)
  - Thuyền vận tải: Taiemaru, Chōgeimaru, Hōōmaru, Nagasakimaru, Mikahōmaru và Kaishunmaru.